# Sandinisté
Sandinisté, oficiálně Sandinovská fronta národního osvobození (Frente Sandinista de Liberación Nacional, FSLN) je marxistická politická strana v Nikaragui vzniklá z partyzánských skupin, které od roku 1963 vedly válku proti diktatuře klanu Somozů (1936–1979). V roce 1979 obsadili Sandinisté hlavní město Managuu a vytvořili „vládu národní jednoty“. Ve spolupráci s Kubou zahájila vláda program socialistických změn, občanská válka však trvala nadále. Vláda Sandinistů skončila po parlamentních volbách v roce 1990. Od roku 1979 do 1990 byla jedinou vládní stranou.
Daniel Ortega se stal roku 1981 koordinátorem vládní junty a roku 1984 byl zvolen v demokratických volbách prezidentem (opozice se voleb neúčastnila). Jeho režim byl podporován Sovětským svazem; během občanské války za jeho vlády probíhal boj s „contras“ podporovanými USA. Po konci studené války v roce 1990 podepsaly obě strany příměří. Ortega prohrál následné prezidentské volby v roce 1990 s Violettou Chamorrovou, volby v roce 2006 však vyhrál a stal se znovu prezidentem Nikaraguy.
Sandinisté se hlásí k odkazu generála Augusta Césara Sandina, který vedl odboj proti vojenské okupaci Nikaraguy Spojenými státy v letech 1912–1932.